# Mount Blanchard, Ohio
Mount Blanchard là một làng thuộc quận Hancock, tiểu bang Ohio, Hoa Kỳ. Năm 2010, dân số của làng này là 492 người.

## Dân số
- Dân số năm 2000: 484 người.
- Dân số năm 2010: 492 người.